# 8747 Asahi
8747 Asahi è un asteroide della fascia principale. Scoperto nel 1998, presenta un'orbita caratterizzata da un semiasse maggiore pari a 3,0500729 UA e da un'eccentricità di 0,1422369, inclinata di 12,23512° rispetto all'eclittica.